# Віллі фон Нордек
Віллі фон Нордек (нім. Willy von Nordeck; 26 січня 1888, Бранденбург-на-Гафелі — 12 жовтня 1956, Берлін) — німецький військово-морський діяч, адмірал крігсмаріне (1 січня 1940). Кавалер Німецького хреста в сріблі.

## Біографія
1 квітня 1903 року вступив на службу в ВМФ кадетом. Пройшов підготовку на навчальному кораблі «Мольтке» і у військово-морському училищі. Служив на крейсерах, в 1905-07 роках перебував у плаванні в Китай. З 16 вересня 1909 року служив на міноносцях. Учасник Першої світової війни. З 29 березня 1914 року — вахтовий офіцер на легкому крейсері «Штральзунд», в січні- жовтні 1916 року командував міноносцем S-170. З 1 листопада 1916 року — 1-й артилерійський офіцер на легкому крейсері «Бреслау» («Міділлі»), учасник бойових дій на Чорному морі. 20 січня 1918 року взятий в полон. 3 грудня 1919 року звільнений і після повернення до Німеччини знову прийнятий на флот. З 19 травня 1921 року — вахтовий офіцер на лінійному кораблі «Ганновер». 1 жовтня 1921 року переведений в Морське керівництво, з жовтня 1923 року — на штабних посадах. З 4 жовтня 1930 року — командир лінійного корабля «Гессен». 5 жовтня 1932 року призначений начальником центрального відділу військово-морських верфей у Вільгельмсгафені. 30 вересня 1935 року призначений обер-верф-директором військово-морських заводів. 12 листопада 1938 року відомство Нордека перетворене на Військово-морські верфі (Kriegsmarinewerft). 22 червня 1942 року переведений в розпорядження головнокомандувача ВМФ. 31 травня 1943 року вийшов у відставку.

## Нагороди
- Залізний хрест 2-го і 1-го класу
- Срібна медаль «Ліакат» з шаблями (Османська імперія) (1 листопада 1916)
- Військова медаль (Османська імперія) (1 листопада 1916)
- Хрест «За вислугу років» (Пруссія) (25 років)
- Почесний хрест ветерана війни з мечами
- Медаль «За вислугу років у Вермахті» 4-го, 3-го, 2-го і 1-го класу (25 років; 2 жовтня 1936) — отримав 4 медалі одночасно.
- Хрест Воєнних заслуг
  - 2-го класу з мечами
  - 1-го класу з мечами (27 січня 1941)
- Німецький хрест в сріблі (31 серпня 1942)
- Почесний кинджал крігсмаріне (31 серпня 1942)